# Žydrūnas Savickas (cyclisme)
Pour l'homme fort et dynamophile lituanien, voir Žydrūnas Savickas.
Žydrūnas Savickas, né le 28 avril 1991, est un coureur cycliste lituanien.

## Biographie
En 2010, Žydrūnas Savickas commence à courir en France avec l'équipe Chambéry Cyclisme Compétition. Il intègre ensuite le Vélo Club Dolois en 2011.
En 2012, il intègre le club Bourg-en-Bresse Ain Cyclisme, où il évolue durant sept saisons. Durant cette période, il s'illustre chez les amateurs français en obtenant diverses victoires et de nombreuses places d'honneur. Il remporte notamment le Tour du Beaujolais, la Classique Bourgogne-Franche-Comté et le Grand Prix cycliste de Machecoul en 2015, le Circuit de Saône-et-Loire en 2016 ou encore  Bordeaux-Saintes en 2017. 
Žydrūnas Savickas s'est également distingué dans des courses inscrites au calendrier UCI. En 2012, il se classe troisième d'une étape du Heydar Aliyev Anniversary Tour, sous les couleurs d'une sélection nationale. L'année suivante, il est championnat de Lituanie du contre-la-montre espoirs (moins de 23 ans) et troisième du Baltic Chain Tour. Il représente ensuite son pays lors du championnat du monde sur route 2014 à Ponferrada. Membre de l'échappée matinale, il ne termine cependant pas la course. 
En 2017, il finit troisième du Tour de la Guadeloupe. Il met un terme à sa carrière cycliste à l'issue de la saison 2018.

## Palmarès et résultats

### Palmarès par année
| - 2011 - 3e du Prix Lamblin - 2013 - Champion de Lituanie du contre-la-montre espoirs - Prix de Bourg-en-Bresse - Prix de Cuiseaux - 2e de la Transversale des As de l'Ain - 3e du Baltic Chain Tour - 2014 - Grand Prix de Foissiat - 2e du Prix de Coligny - 2e du Grand Prix du Canton de Gleizé - 3e du Tour de l'Ardèche méridionale - 3e du Grand Prix Serra-Delorme - 3e de la Transversale des As de l'Ain - 3e de Arbent-Bourg-Arbent - 2015 - Tour du Beaujolais : - Classement général - 1re étape - Classique Bourgogne-Franche-Comté - Classement général du Grand Prix cycliste de Machecoul - 2e du Tour du Lot-et-Garonne - 2e du Grand Prix de la Mine à Poullaouën - 2e du Prix de Coligny - 2e du Grand Prix de Longes | - 2016 - Circuit de Saône-et-Loire : - Classement général - 1re et 4e étapes - Transversale des As de l'Ain - 2e du Grand Prix de Vougy - 2e du Tour du Périgord - 2e du Grand Prix Delorme-Eurocapi - 2e du Grand Prix de Manziat - 2e du Prix de Chavannes-sur-Reyssouze - 2017 - Bordeaux-Saintes - Critérium des Quartiers du Lamentin : - Classement général - 3eb étape - 2e de la Classique Bourgogne-Franche-Comté - 3e du Tour de la Guadeloupe - 3e du Prix de Bourg-en-Bresse - 2018 - Grand Prix Guilloteau |

### Classements mondiaux
| Année            | 2012   | 2013 | 2014 | 2015 | 2016 | 2017 | 2018   |
| ---------------- | ------ | ---- | ---- | ---- | ---- | ---- | ------ |
| UCI Europe Tour  | 1 141e | 614e | 876e | 568e |      |      | 1 868e |
| UCI America Tour |        |      |      |      |      | 145e |        |